# Grand Prix van Tsjechoslowakije 1949
De Grand Prix van Tsjechoslowakije 1949 was een autorace die werd gehouden op 25 september 1949 op het Automotodrom Brno in Brno.

## Uitslag
| Positie | Rijder                  | Team          | Ronden | Tijd/Opgave      |
| ------- | ----------------------- | ------------- | ------ | ---------------- |
| 1       | Peter Whitehead         | Ferrari       | 20     | 2:48:41.0        |
| 2       | Philippe Étancelin      | Talbot-Lago   | 20     | + 35.6           |
| 3       | Franco Cortese          | Ferrari       | 20     | + 4:10.6         |
| 4       | Pierre Levegh           | Talbot-Lago   | 19     | + 1 ronde        |
| 5       | Henri Louveau           | Maserati      | 19     | + 1 ronde        |
| 6       | Johnny Claes            | Talbot-Lago   | 19     | + 1 ronde        |
| 7       | Piero Carini            | Maserati      | 19     | + 1 ronde        |
| 8       | Louis Rosier            | Talbot-Lago   | 19     | + 1 ronde        |
| 9       | Bruno Sojka             | Tatraplan     | 18     | + 2 ronden       |
| 10      | Jaroslav Viček          | Magda         | 17     | + 3 ronden       |
| 11      | František Dobry         | BMW           | 17     | + 3 ronden       |
| NF      | Emmanuel de Graffenried | Maserati      | 13     | Motor            |
| NF      | David Murray            | Maserati      | 13     | Motor            |
| NF      | Maurice Trintignant     | Simca-Gordini | 9      | Botsing          |
| NF      | Louis Chiron            | Talbot-Lago   | 8      | Transmissie      |
| NF      | Antonín Komár           | Cisitalia     |        |                  |
| NF      | Robert Manzon           | Simca-Gordini | 4      | Ventiel          |
| NF      | Birabongse Bhanubandh   | Maserati      | 3      | Botsing          |
| NF      | Zdenìk Trejbal          | Simca-Gordini | 2      | Motor            |
| NF      | Aldo Gordini            | Simca-Gordini | 1      |                  |
| NF      | Vladimír Formánek       | Cisitalia     | 1      |                  |
| NF      | Reg Parnell             | Maserati      | 1      | Botsing          |
| NF      | Giuseppe Farina         | Maserati      | 1      | Botsing          |
| DNS     | Luigi Chinetti          | Ferrari       |        |                  |
| DNS     | Marc Versini            | Delage        |        |                  |
| DNS     | Jiří Pohl               | MG            |        |                  |
| DNS     | Václav Uher             | Maserati      |        | Dodelijk ongeluk |
| DNS     | Karel Vlašín            | Mono J.K.     |        | Botsing          |